# Château de Meximieux
Le château de Meximieux est un ancien château fort, du XIIe siècle plusieurs fois remanié notamment aux XVIe et XVIIIe siècles et reconstruit au XIXe siècle, qui se dresse sur la commune de Meximieux dans le département de l'Ain en région Auvergne-Rhône-Alpes.

## Localisation
Le château de Meximieux est situé dans le département français de l'Ain sur la commune de Meximieux.

## Historique
Château médiéval
Un premier château a existé à l'emplacement actuel : il aurait été construit à l'initiative d'Humbert Ier. Il est avéré que l'édifice est en 1072 un château fort.
Selon Salch, le château aurait été fondé vers 1170 par l'archevêque de Lyon.
En 1270, la famille de Beaujeu est associée à la possession de la seigneurie du château.
Après 1327, Humbert, dauphin de Viennois, se fait céder la seigneurie pour la rançon de Guichard, sire de Beaujeu, fait prisonnier à la bataille de Varey. La seigneurie passera le 29 mars 1349 au royaume de France à la suite de la cession du Dauphiné par le traité de Romans. Le 5 janvier 1354, elle passe à la suite du traité de Paris à la maison de Savoie.
Au cours de la Révolution française, le château est démantelé et constitue alors une réserve de matériaux que l'on retrouve dans nombre de monuments de Meximieux, comme le petit séminaire.
Second château
Un nouveau château est construit au même endroit au XIXe siècle. Il est doté d'une glacière ainsi que d'une orangerie.
En fin d'après-midi, le 1er septembre 1944, les Allemands parviennent à prendre le nord de la ville et notamment le château de Meximieux : les combats se poursuivent alors en corps à corps dans la ville.
Le 14 janvier 1992, le château est largement détruit par un incendie. Il est ensuite transformé en discothèque, « Le Château ». En juillet 2011, l'édifice est de nouveau touché par un incendie,. La boîte de nuit cesse son activité en juin 2013 ; le château et son domaine de près de cinq hectares sont achetés par la municipalité qui a la volonté de conserver cette « zone verte ».